# Bernard Silver
Bernard Silver (21 settembre 1924 – 28 agosto 1963) è stato un ingegnere e inventore statunitense.
Fu lo sviluppatore del codice a barre assieme a Norman Joseph Woodland.

## Biografia
Silver si laureò in ingegneria elettrica al Drexel Institute of Technology nel 1947. Nel 1948 Silver assieme a Norman Joseph Woodland sviluppò un sistema per gestire il magazzino prodotti di un commerciante locale, gestore di un supermercato. Silver e Woodland registrarono un brevetto il 20 ottobre 1949. Il brevetto fu riconosciuto il 7 ottobre 1952 (No. 2,612,994). "I due uomini vendettero il brevetto alla Philco per 15.000$, tutto quello che ricavarono dalla loro invenzione."
Silver fu docente alla Drexel University e vicepresidente della Electro Nite Inc. Morì a soli 38 anni di leucemia mieloide acuta.. Nel 2011 Silver e Woodland furono introdotti nella National Inventors Hall of Fame.